# Tuxcacuesco
Tuxcacuesco è un comune del Messico, situato nello stato di Jalisco.